# Horaismoptera vulpina
Horaismoptera vulpina är en tvåvingeart som beskrevs av Friedrich Georg Hendel 1907. Horaismoptera vulpina ingår i släktet Horaismoptera och familjen Canacidae. Inga underarter finns listade i Catalogue of Life.